# Ana Nikolić
Ana Nikolić (serbisk kyrilliska: Ана Николић), född 27 september 1978 i Jagodina, Serbien (forna Jugoslavien) är en serbisk sångerska. Hennes genombrott kom med albumet "Januar" (januari) 2003, som bland annat innehöll singlarna Atina och Ako Ikad Ostarim. 
År 2006 var den nya singeln Romale, romali en stor sommarhit och spelades flitigt på serbisk radio. Med denna låt tävlade Nikolić för att representera Serbien och Montenegro i vad som skulle blivit landets första Eurovision-tävling som en självständig federation. Dock blev det inte så, då de slutligen inte deltog detta år. Nikolićs låt slutade på femte plats i den serbiska melodifestivalen.
Nikolić släppte 2007 albumet "Devojka od Čokolade". Hennes mest kända låtar från det här albumet är Romale, romali, Devojka od čokolade och Plakaćete sa mnom oboje.
Nikolić talar flytande grekiska då hon bott i Grekland under en tid.
Ana Nikolić är sedan år 2016 gift med den elva år yngre rapparen/hip hoparen Stefan Đurić, mer känd under artistnamnet Rasta.

## Diskografi

### Album
- Januar (2003)
- Devojka od Čokolade (2006)
- Ana Nikolić (2009)
- Mafia caffe (2010)
- Milion dolara (2013)
- Labilna (2016)

### Singlar
- Atina (2003)
- Ako Ikad Ostarim (2003)
- Romale, Romali (2006)